# Itaballia demophile
Espèce
Itaballia demophile est une espèce de lépidoptères (papillons) de la famille des Pieridae, de la sous-famille des Pierinae et du genre Itaballia.

## Taxonomie
Itaballia demophile a été décrit par Carl von Linné en 1758 sous le nom de Papilio demophile.

### Noms vernaculaires
Itaballia demophile se nomme en anglais Crossbarred White ou Cross-barred White ou Black-banded White.

### Sous-espèces
- Itaballia demophile demophile présent en Guyane.
- Itaballia demophile calydonia (Boisduval, 1836) en  Colombie.
- Itaballia demophile centralis Joicey & Talbot, 1928;  au Guatemala et au Honduras.
- Itaballia demophile charopus (Fruhstorfer, 1907); au Brésil.
- Itaballia demophile huebneri Fruhstorfer, 1907;
- Itaballia demophile lucania (Fruhstorfer, 1907); en Équateur, en Bolivie et au Pérou.
- Itaballia demophile nimietes (Fruhstorfer, 1907); au Brésil.
- Itaballia demophile niphates Fruhstorfer, 1907; au Brésil.
- Itaballia demophile niseias (Fruhstorfer, 1907); au Paraguay[1].

## Description
Itaballia demophile est un papillon de couleur blanche dont l'apex des ailes antérieure est marron doublé d'une bande incomplète marron et dont les ailes postérieures peuvent être plus ou moins bordées de marron.
Le revers est blanc suffusé de jaune avec la même ornementation marron de l'apex.

## Biologie

### Période de vol
Il vole toute l'année.

### Plantes hôtes
Les plantes hôtes de sa chenille sont des Capparis, Capparis frondosa et Capparis indica.

## Écologie et distribution
Itaballia demophile est présent dans tout le nord de l'Amérique du Sud, au Guatemala, Honduras, en  Colombie, en Guyane, au Brésil, en Équateur, en Bolivie et au Pérou.

### Biotope
Itaballia demophile réside sur les friches et les bords de route.

### Protection
Pas de statut de protection particulier.